# Parnaíba
Parnaíba város Brazíliában, Piauí államban. Lakosainak száma 162 159 fő (2022). Parnaíba Luís Correia, Araioses, Bom Princípio do Piauí, Ilha Grande és Buriti dos Lopes községekkel határos.

## Népesség
A település népességének változása:
| Lakosok száma | 132 282 | 145 705 | 153 482 | 153 863 | 162 159 |
|               | 2000    | 2010    | 2020    | 2021    | 2022    |